# Катцхаймер, Вольфганг

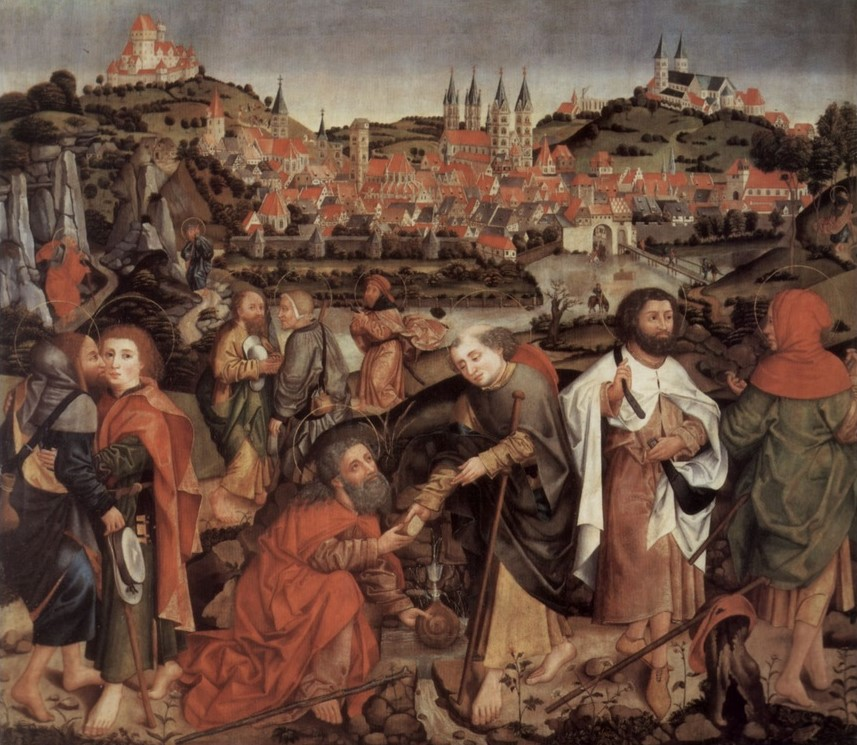
В. Катцхаймер «Verabschiedung der Apostel»

Вольфганг Катцхаймер (нем. Wolfgang Katzheimer,1450 — 1508, Бамберг)— немецкий художник, график, резчик по дереву.
О Катцхаймере известно мало. Неизвестно где он учился, но, по крайней мере, с 1465 года он уже работал в художественной мастерской бамбергского епископства.
Его картина 1483 года «Проводы апостола» (Verabschiedung der Apostel) считается самым старым видом на Бамберг. На заднем плане панорамы видны Альтенбург, Монастырь Святого Михаила, Бамбергский собор. Экспонируется картина в историческом музее Бамберга, который находится в старой епископской резиденции.